# Латиноамериканские танцы

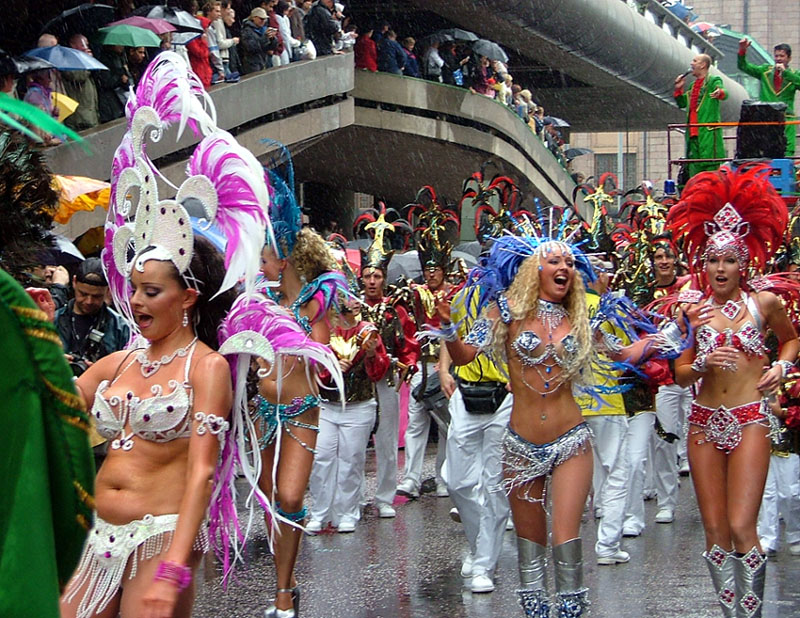
Самба в Хельсинки

Латиноамериканские танцы — общее название бальных и народных танцев, сформировавшихся на территории Латинской Америки. Подобно тому как сама Латинская Америка появилась в результате испано-португальской колонизации, то и латиноамериканские танцы в основе имели преимущественно испанское влияние.
Танцы хабанера и румба появились на основе завезенного в XVIII веке контрданса, а бачата — на основе болеро. В бразильской самбе, колумбийской кумбии, кубинских мамбе и румбе, помимо европейских традиций прослеживаются и африканские, а в диабладе — индейские. Уникальным латиноамериканским танцем признано танго. Танго также стало танцем европейской (стандартной/международной) программы.
К характерным чертам латиноамериканских танцев относят энергичные, страстные зажигательные движения и покачивание бедрами.
Платья дам, как правило, короткие, очень открытые и облегающие. Очень часто исполнительницы одеты в платья с открытой спиной. Допускаются украшения, бижутерия. Костюмы кавалеров тоже очень облегающие, часто (но не всегда) чёрного цвета. Смысл таких костюмов — показать работу мышц спортсменов.
В XX веке наблюдается расцвет латиноамериканских танцев. Появляются такие новые виды как сальса, ча-ча-ча, мамбо, ламбада, зук, кизомба, бачата, меренге, хастл, аргентинские танго и вальс-танго, реггетон и другие, которые стали относиться к категории так называемых клубных танцев (в противовес бальным). Некоторые латиноамериканские танцы были перенесены на лёд и ныне входят в обязательную программу спортивных танцев на льду (ча-ча конгеладо, румба, серебряная самба, танго, танго романтика и аргентинское танго).
В настоящее время в программу латиноамериканских спортивных бальных танцев входят 5 элементов:
1. Самба
2. Ча-ча-ча
3. Румба
4. Пасодобль
5. Джайв

## Галерея

Пять латиноамериканских спортивных бальных танцев
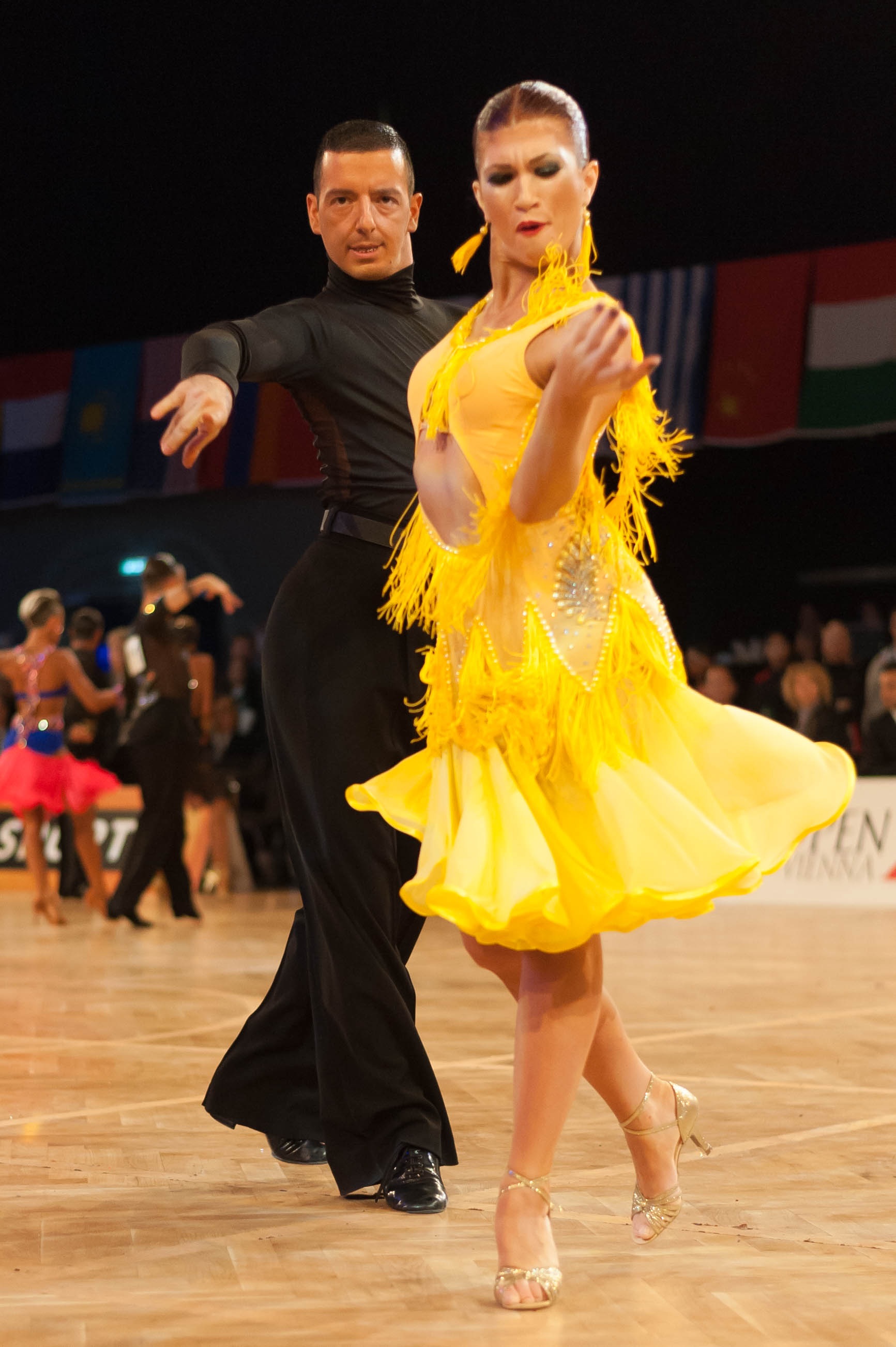
Ча-ча-ча
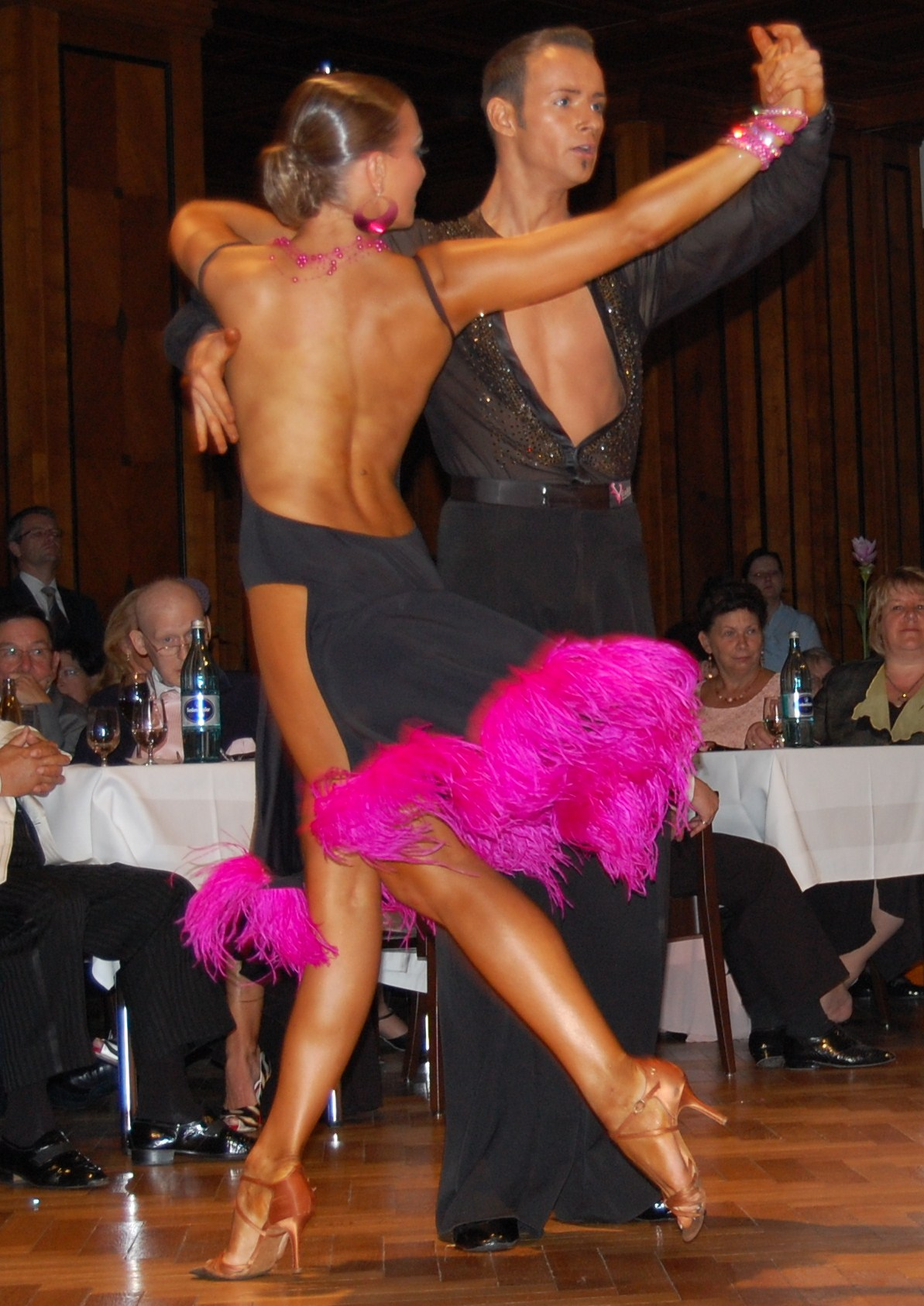
Самба
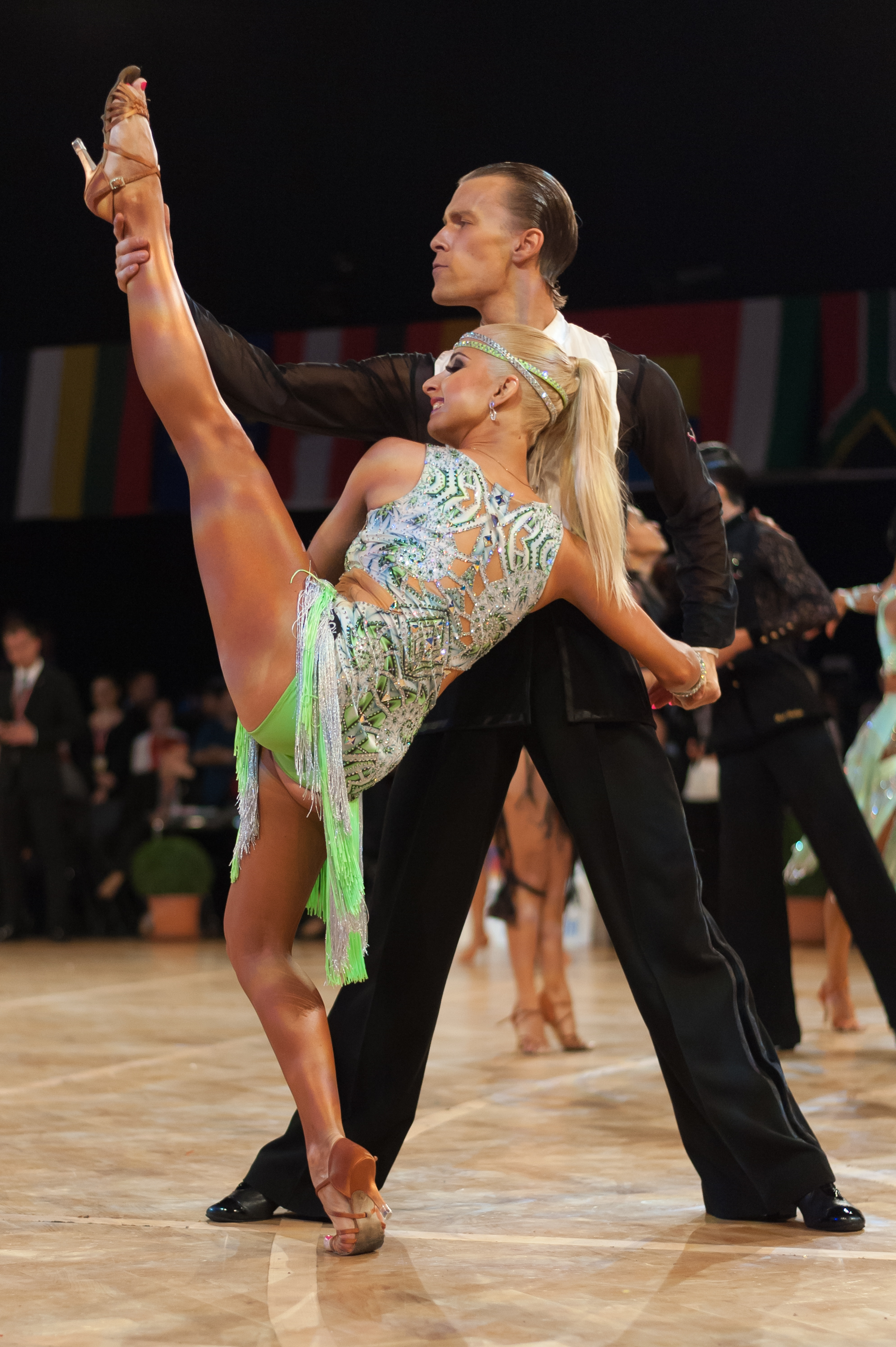
Румба
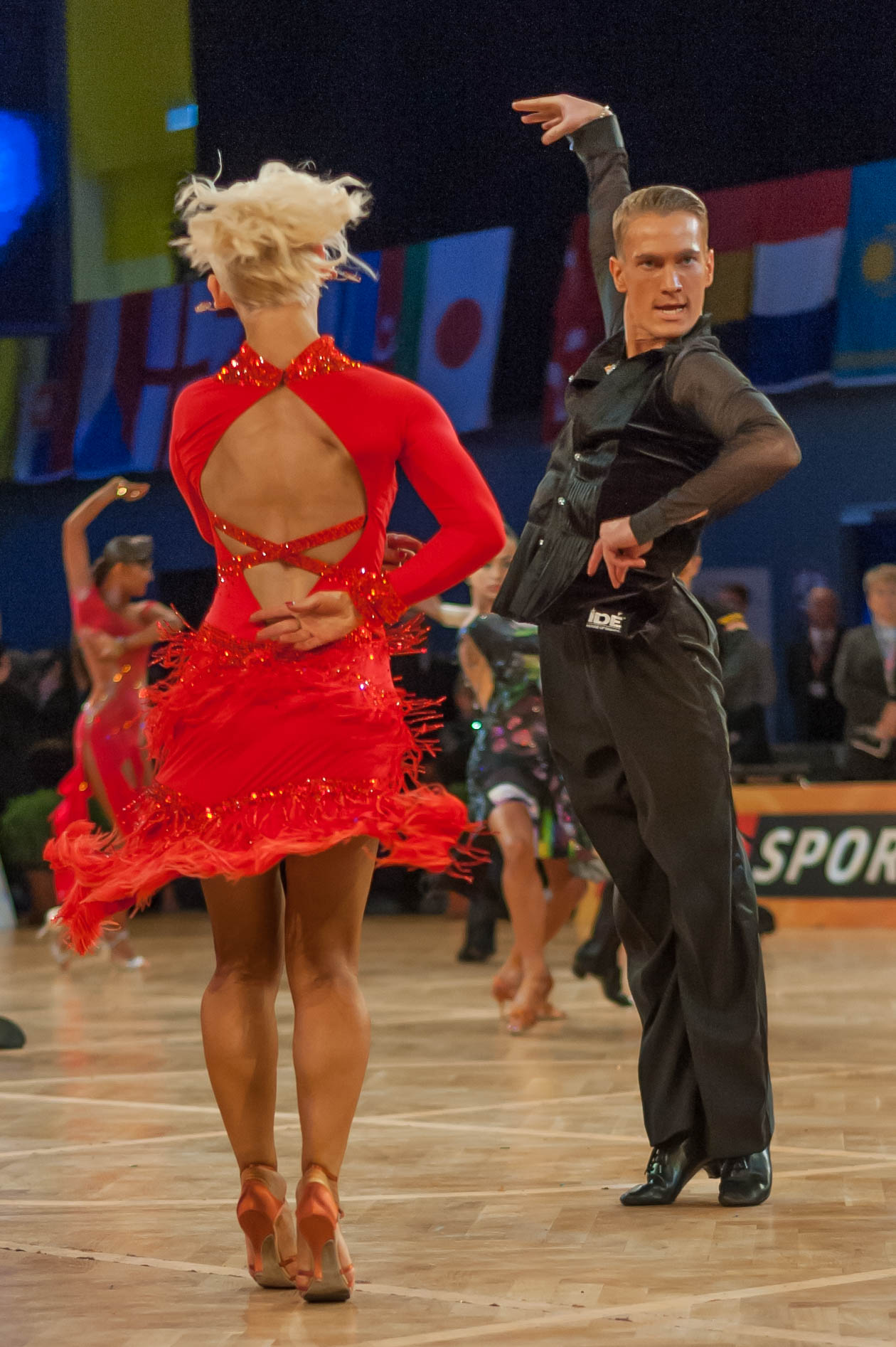
Пасодобль
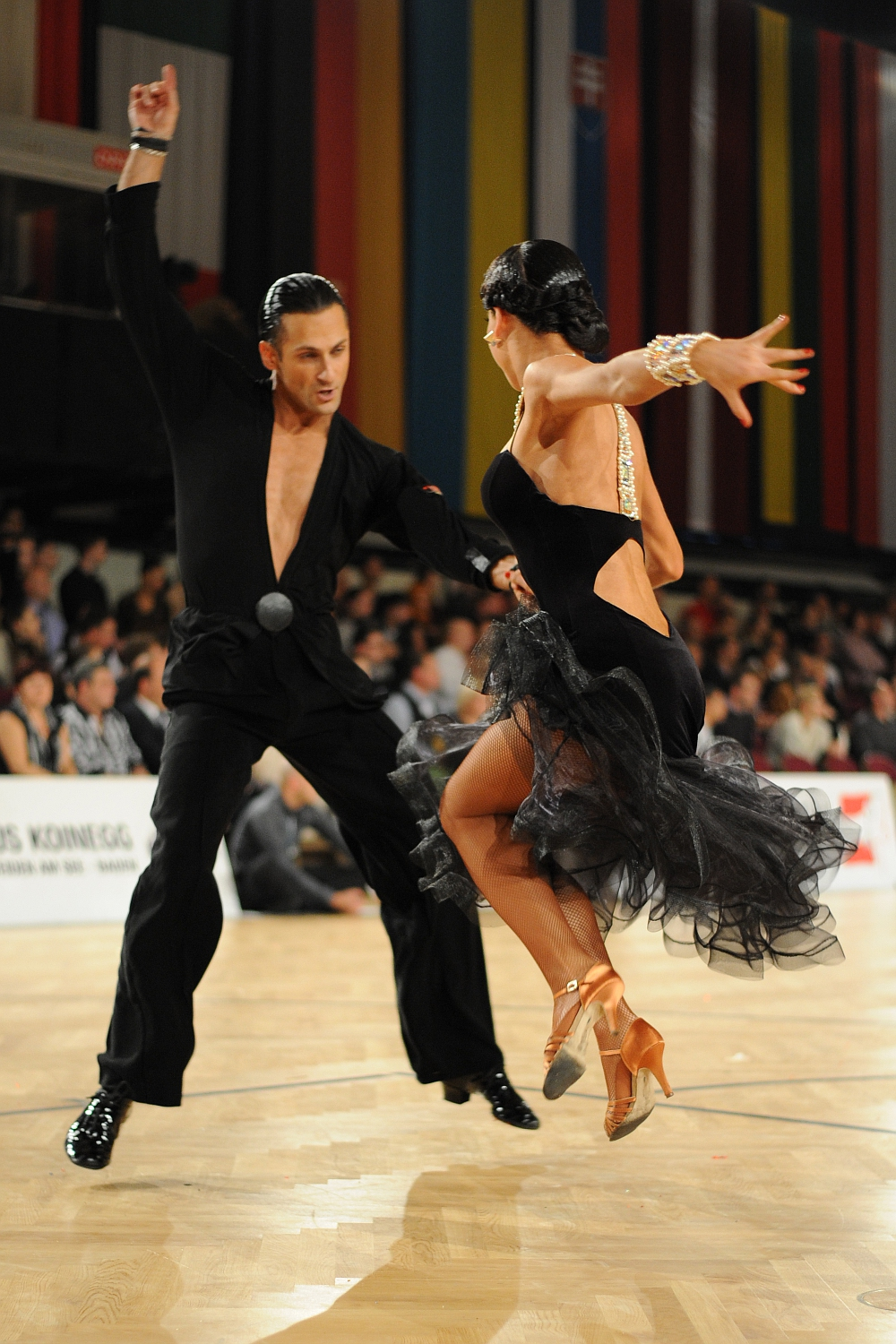
Джайв